# Basílica de Nuestra Señora Inmaculada (Guelph)

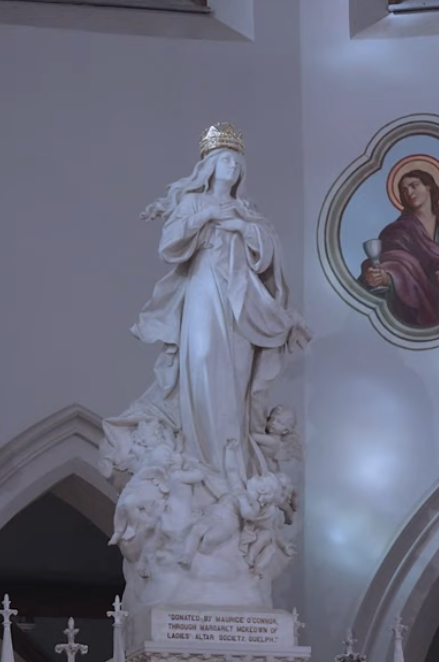
La Imagen de la Virgen en la Basílica, coronada canónicamente en 2022.

La Basílica de Nuestra Señora Inmaculada (en inglés: Basilica of Our Lady Immaculate) Es una basílica menor católica y una iglesia parroquial localizada en Guelph, Ontario, Canadá. Se trata de un  gran edificio de estilo gótico del renacimiento diseñado por Joseph Connolly. Se considera el mejor trabajo de Connolly. Fue creada Para servir a una parroquia católica de  colonos predominantemente alemanes siendo  construida entre 1875 y 1883. La iglesia monumental contiene la talla decorativa y vitrales ejecutados por artesanos expertos.
La construcción de la nueva iglesia, basada en la Catedral de Colonia, comenzó en 1877 bajo los planos del arquitecto irlandés-canadiense Joseph Connolly que había diseñado muchas iglesias en Irlanda, Inglaterra y Ontario, destacando entre sus trabajos la Catedral de San Pedro en London, Ontario.
La iglesia fue designada un Lugar Histórico Nacional de Canadá en 1990. El Papa Francisco concedió a la iglesia el estatus de una basílica menor el 8 de diciembre de 2014. Posteriormente, concedió la coronación canónica de la imagen mariana mediante del decreto de la Congregación para el Culto Divino y la Disciplina de los Sacramentos el 8 de diciembre de 2019. La ceremonia recién se llevó a cabo el 1 de octubre de 2022.

## Véase también

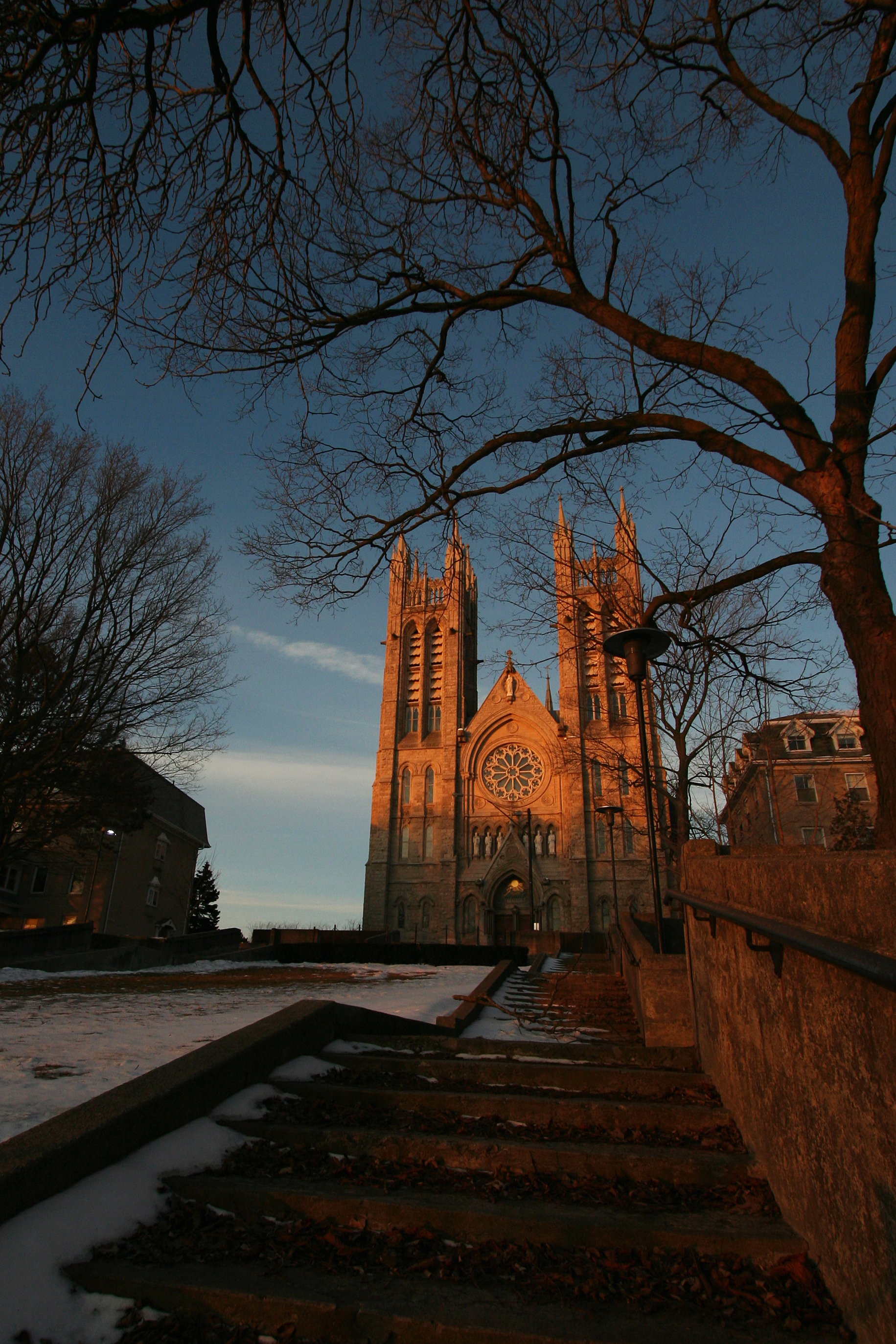
Otra vista del templo